# 西尾市立鶴城小学校
西尾市立鶴城小学校（にしおしりつ つるしろしょうがっこう）は愛知県西尾市桜町にある公立小学校。

## 地理
西尾市の北西部に位置する。学区内には愛知県立西尾高等学校と愛知県立鶴城丘高等学校、西尾市立鶴城中学校、西尾市立図書館、西尾市岩瀬文庫などの教育施設があり、閑静な住宅街が広がっている。

## 歴史

### 沿革
西尾市立西尾小学校と西尾市立八ツ面小学校のマンモス校化を解消するために、1982年（昭和57年）4月1日に鶴城小学校が開校した。年々外国人児童が増加しており、2018年（平成30年）時点では全児童の10%を占めている。

### 児童数の変遷
『愛知県小中学校誌』（2018年）によると、児童数の変遷は以下の通りである。
| 1982年（昭和57年） | 712人 |  |
| 1987年（昭和62年） | 629人 |  |
| 1997年（平成9年）  | 612人 |  |
| 2007年（平成19年） | 689人 |  |
| 2017年（平成29年） | 781人 |  |